# Джекі Стюарт
Сер Джон Янг Стюарт (англ. Sir John Young Stewart), більш відомий як Джекі Стюарт (англ. Jackie Stewart,  11 липня 1939, Мілтон, Західний Данбартоншир, Шотландія, Велика Британія) — шотландський автогонщик, триразовий чемпіон світу з автоперегонів у класі Формула-1 (1969, 1971, 1973), чемпіон британської Формули-3 (1964), переможець гонки Фудзі в рамках американського чемпіонату USAC (1966), учасник автоперегонів 24 години Ле-Ману (1965), 500 миль Індіанаполісу (1966—1967), Формула-2 (1967—1970), Тасманійських серій (1966—1967). Залишив перегони після загибелі свого друга Франсуа Севера.
Був коментатором на телебаченні та консультантом компанії Ford. Співвласник команди Стюарт Гран Прі у Формулі-1 у 1996—1999. Згодом команда була продана і отримала назву Ягуар, нині ж називається Ред Булл.
Занесений до Міжнародного залу Слави автоспорту (1990). Офіцер Ордену Британської імперії (1972) 2001 року зведений у лицарське звання.
Брат Джиммі Стюарта. Батько Пола Стюарта.